# NGT48
NGT48 es un grupo japonés de cantantes femeninas (Idols) producido por Yasushi Akimoto y el quinto grupo hermano de AKB48 dentro de Japón (Anteriormente existió el grupo hermano SDN48, siendo este disuelto en 2012). El grupo cuenta en la actualidad de 24 integrantes originales, 1 integrante transferida y 1 integrante concurrente, comúnmente llamadas "Kennin member". Su base es un teatro ubicado en el centro comercial LoveLa2 en Niigata, Japón. Su nombre es sobre la base de un juego de palabras debido a su ubicación (NiiGaTa).
Actualmente es el grupo hermano más joven de los 48 Groups en Japón.

## Historia

### 2015: Anuncio de creación y Debut
El 25 de enero fue anunciada la creación del grupo durante el día final de "AKB48 Request Hour Setlist Best 1035 2015".
El 26 de marzo se realiza el "AKB48 Spring Shuffle 2015", en el cual se anuncia que Rie Kitahara será transferida a este nuevo grupo, además de convertirse en la capitana. A su vez, Yuki Kashiwagi, que tenía una doble concurrencia entre AKB48 y NMB48, cancela su "Kennin" en el grupo de Osaka para pasar a tener doble concurrencia en NGT48.
Comienzan las audiciones el 10 de abril, con un total de 5.850 postulantes, de las cuales 78 pasan a la fase final. Las integrantes seleccionadas finalmente son 22, provenientes de diversas prefecturas de Japón, dentro de las cuales 11 de ellas pertenecen a la prefectura de Niigata.
El 3 de mayo se confirma la primera participación de NGT48 en el segundo Draft Kaigi de AKB48, siendo representado por Etsuro Imamura (actual gerente general del grupo), Rie Kitahara y Yuki Kashiwagi.  En dicho evento fueron seleccionadas Yuka Ogino y Marina Nishigata como las primeras integrantes originales del grupo hasta esa fecha.
En julio se anuncian los nombres de las 22 seleccionadas, formándose así la primera generación.
Finalmente, el debut del grupo fue realizado el 21 de agosto a las afueras de MINATOPIA, Museo de Historia de la ciudad de Niigata, ubicado a un costado del río, en el cual las integrantes realizaron un paseo en barco por los alrededores antes de la presentación, para el deleite de los presentes. Desde ese momento y hasta fines de año, no han parado de realizar actividades varias en TV y radio.
A principios de diciembre, se confirma la apertura del teatro para el grupo (característica de los grupos de AKB48) para enero de 2016.

### 2016: Apertura del teatro e inicios del grupo
La apertura del teatro se realiza el 10 de enero a las 18:00 Japón, con el estreno de su primer "Stage" (selección de temas con el cual se presentan), siendo "Party ga Hajimaru yo" (original del Team A de AKB48) el Setlist elegido. A su vez, entre las 26 integrantes actuales, 16 de ellas fueron promovidas al nuevo "Team NIII", mientras que las 10 restantes continúan como Kenkyuusei. Este Stage fue presentado en el teatro desde el 10 de enero hasta el 15 de mayo.
Un segundo Stage se confirma para el Team NIII, "Pajama Drive", teniendo su primera presentación el 28 de mayo. En esta ocasión, solo un integrantes del Team NIII no se presentó (Yuki Kashiwagi), siendo reemplazada por la Kenkyuusei Miharu Nara.
El 18 de junio se realiza la octava versión de las Elecciones Generales de AKB48, y NGT48 participa por primera vez con sus integrantes originales en este evento. Si bien durante las votaciones preliminares Yuka Ogino y Rika Nakai lograron posicionarse, finalmente no fueron llamadas. Además de Rie y Yuki, la integrante del Team NIII Minami Kato logra entrar en la posición 76. Durante este evento se anuncia que NGT tendrá su primer sencillo, de la mano de Sony Music.
El 30 de diciembre, Ayaka Mizusawa (quien es la integrante de mayor edad que logró pasar las audiciones) anuncia su graduación para marzo de 2017, convirtiéndose así en la primera integrante en retirarse del grupo.

### 2017: Primer Sencillo y Concierto Aniversario
El 20 de enero en Tokyo Dome City Hall se realiza su primer concierto en solitario para conmemorar el primer año del teatro, celebrándose así, oficialmente, el primer aniversario de NGT. En dicho evento se confirma finalmente el primer sencillo del grupo, teniendo a Rika Nakai como centro y las integrantes del Team NIII como participantes de este. Su lanzamiento será el 12 de abril de 2017.

## Integrantes

### Team NIII
- (1°Gen) Yuka Ogino (荻野由佳) (16 de febrero de 1999 en Saitama)
- (1°Gen) Tsugumi Oguma (小熊倫実) (15 de diciembre de 2002 en Niigata) ~ Integrante más joven[4] ~
- (1°Gen, Kennin) Yuki Kashiwagi (柏木由紀) (15 de julio de 1991 en Kagoshima)
- (1°Gen) Minami Kato (加藤美南) (15 de enero de 1999 en Niigata)
- (1°Gen, Transfer) Rie Kitahara (北原里英) (24 de junio de 1991 en Aichi)
- (1°Gen) Anju Sato (佐藤杏樹) (5 de noviembre de 2001 en Niigata)
- (1°Gen) Riko Sugahara (菅原りこ) (23 de noviembre de 2000 en Niigata)
- (1°Gen) Moeka Takakura (高倉萌香) (23 de abril de 2001 en Niigata)
- (1°Gen) Ayaka Tano (太野彩香) (20 de julio de 1997 en Hyogo)
- (1°Gen) Rika Nakai (中井りか) (23 de agosto de 1997 en Toyama)
- (1°Gen) Rena Hasegawa (長谷川玲奈) (15 de marzo de 2001 en Niigata)
- (1°Gen) Hinata Honma (本間日陽) (10 de noviembre de 1999 en Niigata)
- (1°Gen) Marina Nishigata (西潟茉莉奈) (16 de octubre de 1995 en Tokio)
- (1°Gen) Fuuka Murakumo (村雲颯香) (5 de julio de 1997 en Aichi)
- (1°Gen) Maho Yamaguchi (山口真帆) (17 de septiembre de 1995 en Aomori)
- (1°Gen) Noe Yamada (山田野絵) (7 de octubre de 1999 en Saitama)

### Team Kenkyuusei
- (1°Gen) Yuria Kado (角ゆりあ) (22 de mayo de 2000 en Ishikawa
- (1°Gen) Aina Kusakabe (日下部愛菜)(6 de febrero de 2002 en Kanagawa)
- (1°Gen) Reina Seiji (清司麗菜) (19 de abril de 2001 en Saitama)
- (1°Gen) Mau Takahashi (高橋真生) (3 de junio de 2001 en Niigata)[5]
- (1°Gen) Ayuka Nakamura (28 de julio de 1998 en Niigata)
- (1°Gen) Miharu Nara (奈良未遥) (20 de marzo de 1998 en Aomori)
- (1°Gen) Nanako Nishimura (西村菜那子) (11 de agosto de 1997 en Nagano)
- (1°Gen) Aya Miyajima (宮島亜弥) (27 de noviembre de 1997 en Niigata)

## Graduadas
- (1°Gen) Ayaka Mizusawa (水澤彩佳) (5 de noviembre de 1994 en Niigata)
- (1°Gen) Yuria Otaki (大滝友梨亜) (22 de abril de 1995 en Niigata)
- (2°Gen) Hagiri Runa.[6]

## Discografía
| # | Título                              | Fecha de lanzamiento   | Center       |
| - | ----------------------------------- | ---------------------- | ------------ |
| 1 | Seishun Dokei                       | 12 de abril de 2017    | Rika Nakai   |
| 2 | Sekai wa Doko Made Aozora na no ka? | 6 de diciembre de 2017 | Yuka Ogino   |
| 3 | Haru wa Doko kara kuru no ka?       | 11 de abril de 2018    | Hinata Honma |

## Filmografía

### Programas de Televisión
- HKT48 vs NGT48 Sashi Kita Gassen (2016)

### Series
- Higurashi no Naku koro ni (2016)
- Higurashi no Naku koro ni Kai (2016)

### Programas Radiales
- PORT DE NGT(01.10.2015-)
- NGT48 no Minna Kamitaiou!! Radio Akushukai!! (02.10.2015 -)